# Tifoseria del Football Club Crotone
In questa voce sono riportate informazioni relative alla storia ed evoluzione della tifoseria del Football Club Crotone, società calcistica italiana con sede a Crotone. 

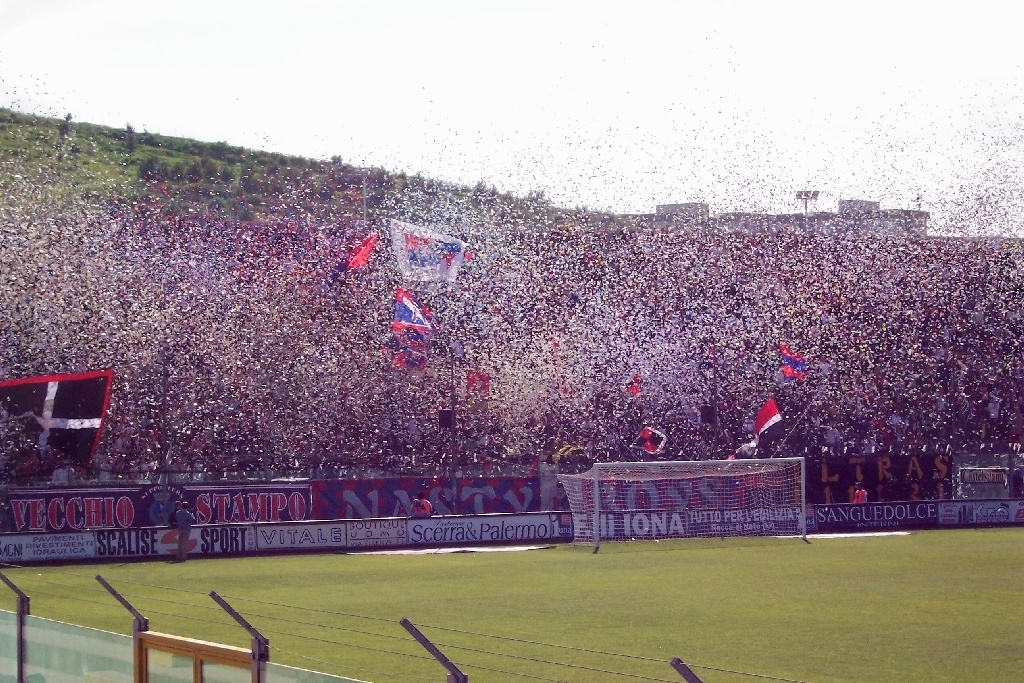
La Curva Sud contro il Verona nella stagione 2005-2006.

## Contesto

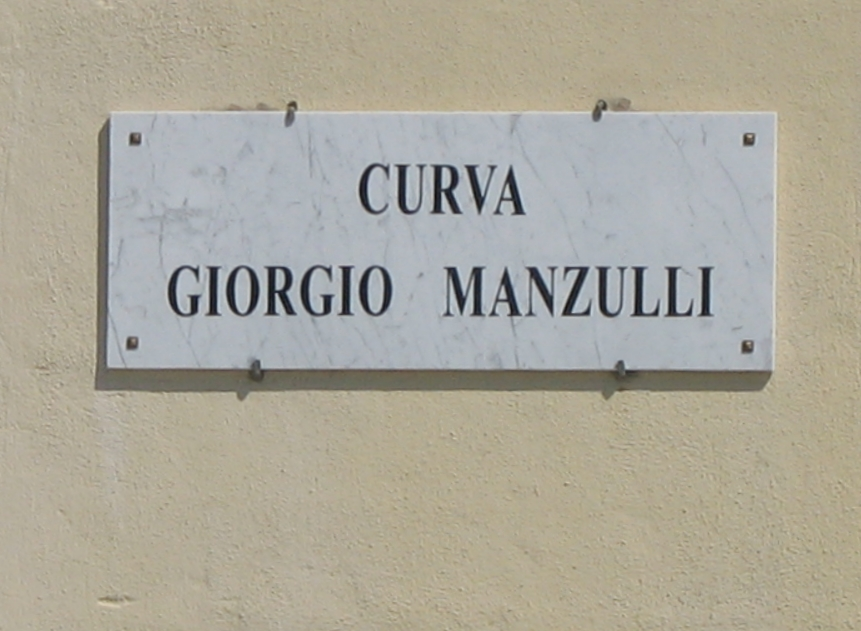
La targa ricordo posta all'ingresso della Curva Sud.

La tifoseria organizzata crotonese si riunisce nella curva sud dello stadio Ezio Scida, intitolata dal 2001 a Giorgio Manzulli, tifoso rossoblù deceduto tragicamente. 

## Tifoseria organizzata
La tifoseria crotonese, conosciuta anche come "Pitagorica", ha come principale gruppo organizzato la Curva Sud Crotone, nata in seguito alle varie leggi adottate per contrastare il fenomeno ultras in Italia, intorno al 2007. Essa nasce dalle ceneri di Nasty Boys, Crotoniati e Vecchio Stampo, con diverse sezioni sparse in tutta la provincia.

Gli ultras rossoblù nel settore distinti nei primi anni 1980.

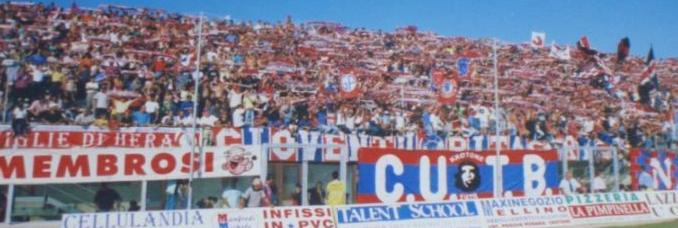
Curva Nord Crotone

Il tifo organizzato crotonese nasce negli anni 1970, quando nel settore distinti furono costituiti i due gruppi Commando Ultrà e Teddy Boys che poi si fonderanno in un unico gruppo nella stagione 1984-1985, la curva era soprannominata "curva matta". Negli anni 1980, vi erano altri gruppi che riportavano al Commando come i Fighters. Tra il 1988 e il 1992, il gruppo vede un periodo di crisi dovuto ai pessimi risultati sul campo con conseguente fallimento dell'U.S. Kroton. La svolta avviene agli inizi degli anni 1990 oltre al già noto CUTB (Commando Ultrà Teddy Boys) si affianca la Fossa Ionica che in seguito diventerà il gruppo portante del tifo crotonese rinominandosi Nasty Boys. In quel periodo sono molti i gruppi attivi che riportano ai Nasty Boys, ed è a seguito di numerose modifiche all'impianto che i supporter rossoblù sposteranno diverse volte la propria postazione passando dai Distinti alla Curva Sud, nella stagione 1999-2000 si sposterà nella Curva Nord e nella stagione 2000-2001, terminati i lavori dell'impianto, si stabilirà definitivamente nell'attuale Curva Sud. Nel 2007 viene stravolto il mondo ultras, i Nasty Boys rimarranno nella sud fino al loro 15º anno di permanenza nel 2011, dopo di che avviene un cambio generazionale.

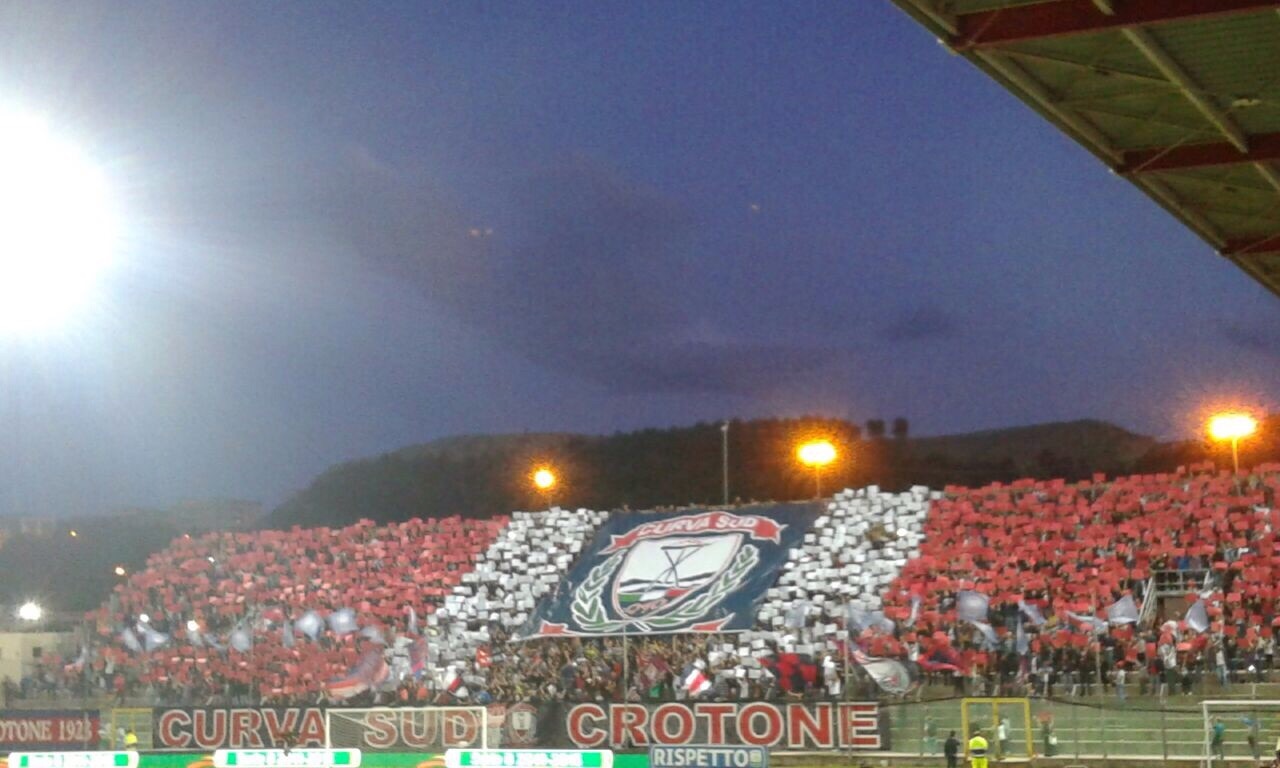
Coreografia della Curva Sud durante l'ultima giornata del campionato 2014-2015.

Altro gruppo organizzato era la Curva Nord, nata dalle ceneri della Gioventù Pitagorica. La Gioventù Pitagorica nasceva nel 1997, nel 2004 veniva rigenerata come Assenze Arbitrarie passando dalla Curva Sud ai Distinti, dal 2011 militava in Curva Nord, non aveva un nome preciso, era conosciuto semplicemente come "gruppo della nord".

### Cronologia
1978 - Nascita dei Teddy Boys
1982 - Nascita del Commando Ultrà
1984 - Nascita del CUTB
1987 - Nascita della Fossa Ionica
1996 - Nascita dei Nasty Boys
1997 - Nascita della Gioventù Pitagorica
2003 - Nascita dei Vecchio Stampo
2006 - Nascita dei Crotoniati
2011 - Nascita dei Curva Sud Crotone

## Gemellaggi e rivalità

### Gemellaggi
I principali rapporti di amicizia sostenuti dai supporters crotonesi sono quelli con i tifosi di Catania, Empoli (ex gemellaggio fra i gruppi Gioventù Pitagorica e i toscani Desperados), Cavese, Ancona, Bologna (col gruppo Forever ultras) e con i greci del Panachaïkī.
Altre vecchie amicizie, alcune delle quali ancora in essere, con i tifosi di Rende (nel 1984 nacque un gemellaggio grazie al Commando Ultras Teddy Boys), Marsala, Ragusa, Sambenedettese (tra Gioventù Pitagorica e i marchigiani Onda d'urto), Ostuni (negli anni 1980 vi fu un gemellaggio), Leonzio e Lanciano. Recentemente vi è anche un'amicizia duratura con la Virtus Entella, nata al seguito di un ritrovamento di un portafoglio di un tifoso chiavarese da parte di un ultrà pitagorico.

### Rivalità
Rivalità forte è quella con i corregionali del Catanzaro. L'incontro è stato caratterizzato spesso da duri scontri fra le frange più calde di tifosi. Contro la Reggina si gioca invece il cosiddetto "Derby della Magna Grecia". Si è disputato in Serie B a partire dal 2001. La vittoria del Crotone in casa della Reggina, nel 2014, sancì la retrocessione in Lega Pro dei rivali amaranto.
Sentita è anche la rivalità con i campani del Benevento. Altri attriti importanti e degni di nota (alcuni ormai affievoliti) si registrano con i tifosi di Verona, Avellino, Palermo, Juve Stabia, Foggia, Bari, Salernitana, Taranto, Atalanta e Vigor Lamezia  (fino a metà degli anni 1980 la rivalità più accesa).
Rapporti tesi anche con la tifoseria del Lecce, con la quale vi si sono spesso vissute tensioni.
Più recenti sono invece le antipatie nei confronti dei tifosi del Messina (dovute all'amicizia che lega i pitagorici agli acerrimi nemici catanesi). Piuttosto recenti anche gli antagonismi con i fiorentini
e bresciani.